# Besetzung (Aktion)

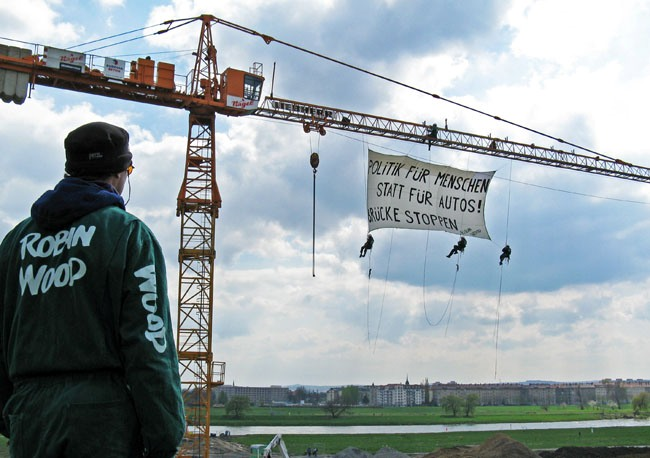
Besetzung eines Kranes in Dresden

Unter Besetzung wird die vorübergehende oder dauerhafte Besitznahme von Gebäuden (Hausbesetzung), Räumen oder Wohnungen, Bühnen, Bäumen (Baumbesetzung), Betrieben (Betriebsbesetzung),  Grundstücken (Squatting) oder öffentlichen Platzen verstanden.
Eine Besetzung ohne Zustimmung des Besitzberechtigten ist eine rechtswidrige Störung des Besitzes oder des Eigentums und als Hausfriedensbruch strafbar. Besetzungen haben meist einen Bezug zu dem besetzten Gegenstand oder Ort und sind politisch motiviert. Besetzung ist eine Form der Direkten Aktion. Befürworter zählen sie zu den gewaltfreien Aktionen.